# Integument

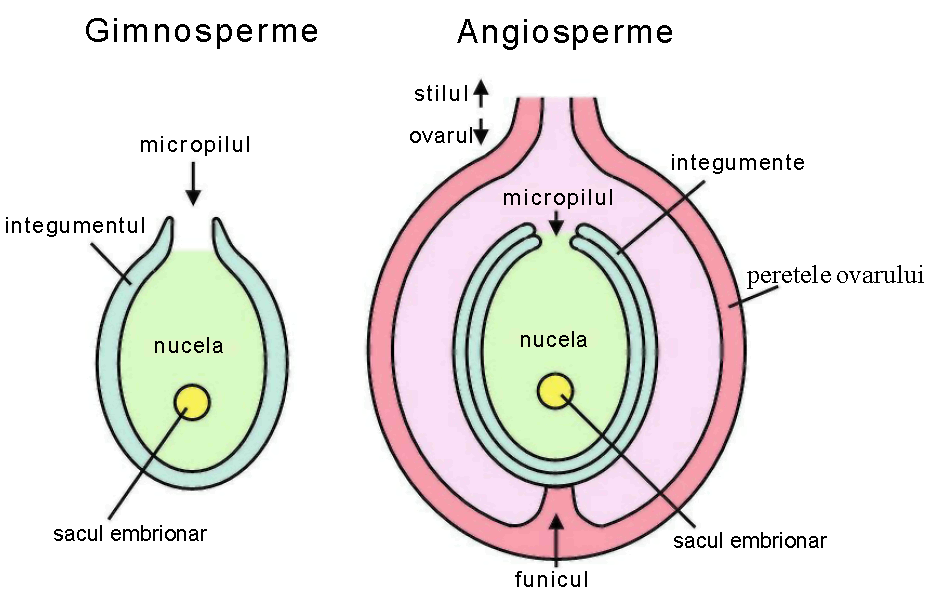
Schema ovulului la gimnosperme și angiosperme

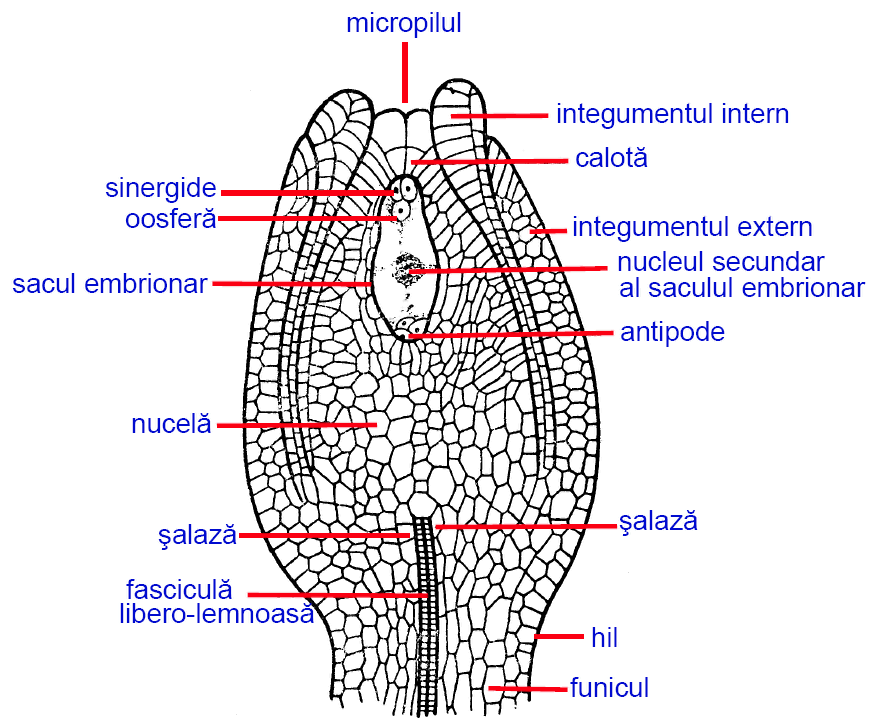
Structura ovulului la troscot (Polygonum)

Integumentul (lat. integumentum = înveliș) este un înveliș care acoperă și protejează diferite organe. În anatomia animalelor și a omului integumentul este sinonim cu tegumentul sau pielea.
În botanică integumentul reprezintă învelișul protector al nucelei ovulului la plante. La angiospermele dicotiledonate și monocotiledonate, cu flori dialipetale, există două integumente (unul extern și altul intern), iar la gimnosperme și majoritatea angiospermelor cu flori gamopetale un singur integument. După fecundare, integumentele formează tegumentul seminței. Plantele parazite au ovulul lipsit de integument.